# Кулаков, Владимир Александрович
Влади́мир Алекса́ндрович Кулако́в (род. 12 ноября 1955, Воронеж) — советский и российский артист цирка, жонглёр, режиссёр-постановщик, заслуженный артист России (1994).

## Биография
Родился 12 ноября 1955 года в Воронеже. Учился в музыкальной школе № 2 по классу баяна (педагог Ворсин П. Ф.). Занимался в цирковой студии при дворце им. 50-летия Октября. В 1973 году работал артистом оригинального жанра — жонглёр в Воронежской областной филармонии в коллективе «И смех, и песня, и любовь» под руководством Варшавера Н. И.. 1974—1976 г.г. — служил в армии в Гвардейской Кантемировской танковой дивизии. В 1979 году окончил Государственное училище циркового и эстрадного искусства (ГУЦЭИ). Выпустился с парным номером «Музыкальные танц-акробат-жонглёры» (педагог-режиссёр Земцев Ф. П.). С 1980 года по 1992 год работал «соло-жонглёром» в системе «Союзгосцирк». С 1992 года по конец 2011 года работал в Большом Московском государственном цирке на проспекте Вернадского. С 1988 выступал и как шпрехшталмейстер — ведущий цирковой программы. Являлся сценаристом, режиссёром и исполнителем ролей в цирковых спектаклях.
В 1989 году окончил Воронежский государственный университет имени Ленинского комсомола, факультет журналистики. Член Московской организации Союза писателей России.

## Творчество
Своим наставником и учителем, который помог реализовать всё задуманное в цирке (и как артисту, и как начинающему режиссёру-постановщику) считает главного режиссёра Ленинградского цирка на Фонтанке Сонина Алексея Анатольевича. Все самые значимые постановки В.Кулакова в начале творческого пути состоялись именно в цирке Ленинграда-Санкт-Петербурга при творческом участии Сонина А. А..
Здесь в 1990 г. Владимир Кулаков создал уникальный номер «Танц-жонглёр манипулятор с обручами», где обручи в процессе выступления «волшебным образом» сцеплялись между собой и расцеплялись.
Впервые в мировом цирковом искусстве Кулаковым В. А. были использованы обручи диаметром 64 сантиметра (велообода от гоночного велосипеда, которые были изготовлены на Харьковском велозаводе по спецзаказу без высверленных отверстий под спицы). До этого момента все фокусники использовали классические китайские кольца диаметром максимум 30 см. Свыше этого размера исполнителю такого трюка сложно было прятать главный секрет трюкового кольца. Кулаков же использовал иной реквизит, что позволило выйти на диаметр в 64 сантиметра. Новация заключалась и в том, что Кулаков В. А. отдавал все свои кольца в руки зрителям, а не как все остальные фокусники, оставляя трюковое кольцо у себя Изобретённый им и инженерами А. Яшиным и Ю. Махневым секрет колец не позволял зрителям обнаружить методику трюка. К тому же этими же кольцами-обручами Кулаков жонглировал на протяжении всего своего номера. Позже создал второй уникальный интерактивный номер «Эксцентриада с тарелками», где трости, на которых вращались фаянсовые тарелки, держали сами зрители.
Он также работал ведущим шоу-программ, инспектором манежа и периодически режиссёром-постановщиком цирковых номеров и представлений в Мосгосцирке. Являлся режиссёром-постановщиком трюков и исполнителем одной из главных ролей в мюзикле «Свадьба Соек», который шёл на манеже Большом Московском Государственном цирке на проспекте Вернадского.
В. Кулаков неоднократно работал в коллективе под руководством Вальтера Запашного и его сыновей Аскольда и Эдгарда Запашных.
В 1993 году в Большом Московском цирке на пр. Вернадского проходили очередные съёмки «Новогоднего аттракциона-94», режиссёром-постановщиком которых традиционно был знаменитый Гинзбург Е. А. На роль ведущих в этом проекте были приглашены Ян Арлазоров и Владимир Кулаков. После успешных съёмок, в дальнейшем Гинзбург Е. А. приглашает В. Кулакова своим помощником на музыкальный проект «Свадьба Соек», который шёл всё в том же Большом Московском цирке на пр. Вернадского в 2003—2004 годы. В. Кулаков там исполнял одну из главных ролей («Летучая мышь»), а также являлся консультантом по цирку и постановщиком ряда трюковых сцен.
Позже в этом же качестве Е. Гинзбург приглашает В. Кулакова в павильоны «Мосфильма» на съёмки художественного фильма «Бедная крошка».. В 1992 году В. Кулаков снялся в художественном фильме «Комедия строгого режима».
Владеет вокалом. Специально для него композиторами: Е. Баргманом, О. Хромушиным, Я. Дубравиным С. Чебушовым, М. Хржановской, В. Плешаком написаны несколько десятков песен, которые он в разные годы исполнял в цирковых спектаклях «живьём», таких как: «Восьмое чудо света», «Мастера тринадцати», «Знаем мы эти сказки», "Нет! — Бармалею наш ответ", «В некотором царстве…», «Небывальщина», «Цирковое рандеву», «Цирк-жокей и Королева манежа», «Созвездие чудес», «Новогодние похищения или проделки БЯК», «Ду-ра-да», «Цирк, цирк, цирк!», «Золотой Буфф», «Золотой Буфф-2» и во многих других.
Владимиром Кулаковым написано 11 книг (романы и рассказы).
В своих книгах он детально и профессионально описывает внутреннюю жизнь цирка. При этом непосредственно выступления цирковых артистов и аплодисменты занимают в повествовании весьма малую часть. Это скорее некий фон, на котором развиваются основные события. Главные перипетии романа происходят не на арене, а за кулисами. Член Московской организации Союза писателей России.

## Семья
- Жена — артистка цирка Кокорина Светлана Валериевна
- Сын — Кулаков Александр Владимирович — артист цирка, акробат-жонглёр.
- Сын — Кулаков Роман Владимирович — юрист.

## Награды и премии
- Серебряная медаль национального цирка Бомбея — 1986 г. — за мастерство на гастролях в Индии.
- Лауреат Всесоюзного конкурса артистов цирка — 1992 г. — Всероссийский конкурс артистов цирка.
- Заслуженный артист России — 1994 г. — за заслуги в развитии советского циркового искусства. Указ президента Российской Федерации от 14 марта 1994 года. Удостоверение к Государственной награде Российской Федерации (№ 30070).
- Гран-при «Золотая лира» в Северной Корее г. Пхеньян — 2004 г. — Международный конкурс артистов цирка.
- Премия Союза Цирковых Деятелей «Артист года»- 2004 г. — за достижения в области циркового искусства и исполнения одной из главных ролей в мюзикле «Свадьба Соек».
- Специальный приз Гильдии артистов циркового искусства −2005 г. — за вклад в развитие Российского циркового искусства
- Золотая медаль «Национальное достояние России»- 2006 г. — за достижения в области циркового искусства.
- Орден М.Ломоносова и звание Академика академии АБОП — 2006 г. — за развитие Российского циркового искусства.
- Диплом "За плодотворное и верное служение русскому Слову" – МГО СПР –08.02.2019г.
- Золотая медаль им. И.А.Бунина (1870-1953)" "За верность отечественной литературе" – POO МГО СПР – октябрь 2020 г.
- Орден "За вклад в литературу России XXI века" – РОО МГО СПР – декабрь 2020г.
- Литературная премия "Покой нам только снится", с вручением диплома лауреата и медали им. А.А.Блока—РОО МГО СПР - 01.03.2021г.
- Лауреат конкурса "Преодоление" в номинации поэзия. Литературно-общественная премия "Кому на Руси жить хорошо" с вручением медали имени Г.А.Некрасова—РОО МГО СПР—май 2021г.
- Лауреат конкурса "Преодоление" в номинации проза. Литературно-общественная премия "Жизнь задыхается без цели" с вручением одноимённой медали Ф.М.Достоевского. – РОО МГО СПР – май 2021г.
- Лауреат конкурса "Преодоление" в номинации литературно-музыкальный спектакль. Литературно-общественная премия "Гранатовый браслет" с вручением одноимённой медали им. А.И.Куприна. – РОО МГО СПР – май 2021г.
- Победитель литературного конкурса "Лучшая книга года" 2020-2022. Диплом лауреата за книгу "Песочные часы арены" в номинации "Проза". – РОО МГО СПР – апрель 2023г.
- Победитель литературного конкурса "Лучшая книга года" 2023. Диплом лауреата за книгу "Якобино" в номинации "Проза". – РОО МГО СПР – январь 2025г.